# كارلوس غونزاليس (لاعب كرة قدم باراغواياني)
كارلوس غونزاليس (بالإسبانية: Carlos González Espínola)‏ هو لاعب كرة قدم باراغواياني في مركز الهجوم، ولد في 4 فبراير 1993 في فيلاريشا في باراغواي. لعب مع ديبورتيس ماجالانز وسانتياغو واندررز ونادي أونيفرسيداد ناسيونال.

## وصلات خارجية
- كارلوس غونزاليس (لاعب كرة قدم باراغواياني) على موقع قاعدة بيانات كرة القدم.إي يو (الإنجليزية)
- كارلوس غونزاليس (لاعب كرة قدم باراغواياني) على موقع ناشيونال فوتبول تيمز (الإنجليزية)
- كارلوس غونزاليس (لاعب كرة قدم باراغواياني) على موقع Soccerway.com (الإنجليزية)
- كارلوس غونزاليس (لاعب كرة قدم باراغواياني) على موقع AS.com (الإسبانية)